# Musculus splenius cervicis
Musculus splenius cervicis  of nekspalkspier is een skeletspier behorende tot de spinotransversale groep (van processus spinosus naar processus transversus). Deze spier ontspringt op de processus spinosus van T1-T5 en heeft als aanhechting het tuberculum posterius van de processus transversus van C1-C3. 
Bij een unilaterale contractie is lateroflexie van het hoofd haar voornaamste functie, bij een bilaterale contractie is dit retroflexie van het hoofd.